# Aéroport international de Krasnoïarsk
L'aéroport international Krasnoïarsk (en russe : Международный аэропорт Красноярск) (code IATA : KJA • code OACI : UNKL) desservant le kraï de Krasnoïarsk, en Russie, à 27 km au nord-ouest de la ville de Krasnoïarsk. En mai 2015, c'était le 13e aéroport le plus fréquenté de Russie.

## Histoire
La construction de l'aéroport a débuté en 1970 et est adjacent à l'aérodrome Tcheremchanka de Krasnoïarsk qui accueille les parts militaires.
En 2005, le Terminal 2 destiné au transit et à l'activité internationale est inauguré. Dès 2006, l'ancienne piste d'atterrissage est totalement rénovée.
En novembre 2007, Lufthansa Cargo annonce le déplacement de sa base logistique de l'aéroport international d'Astana du Kazakhstan vers l'aéroport Iémélianovo. Son bâtiment de fret est le plus grand derrière celui de l'aéroport de Francfort-Rhein/Main.
En 2008, un nouveau terminal destiné aux arrivées, capable d'accueillir 750 passagers à l'heure, est ouvert. La même année, l'aéroport est également équipé d'un nouveau système d'éclairage. En 2011, l'aéroport accueillait plus de 1,6 million de passagers, soit plus de 28 % par rapport à 2010.

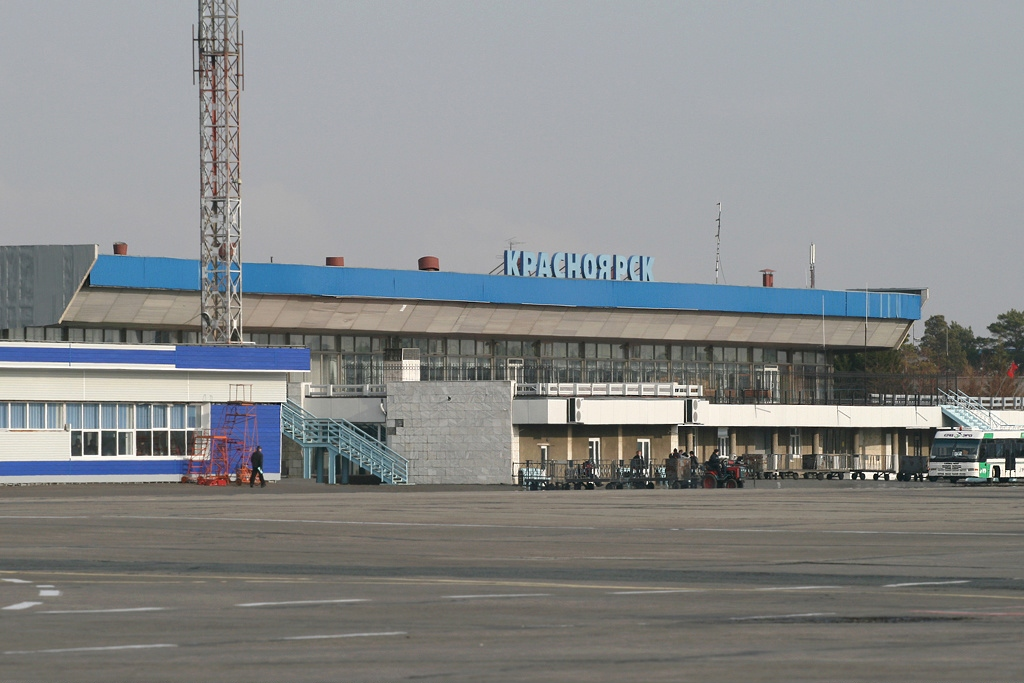
Vue du tarmac.

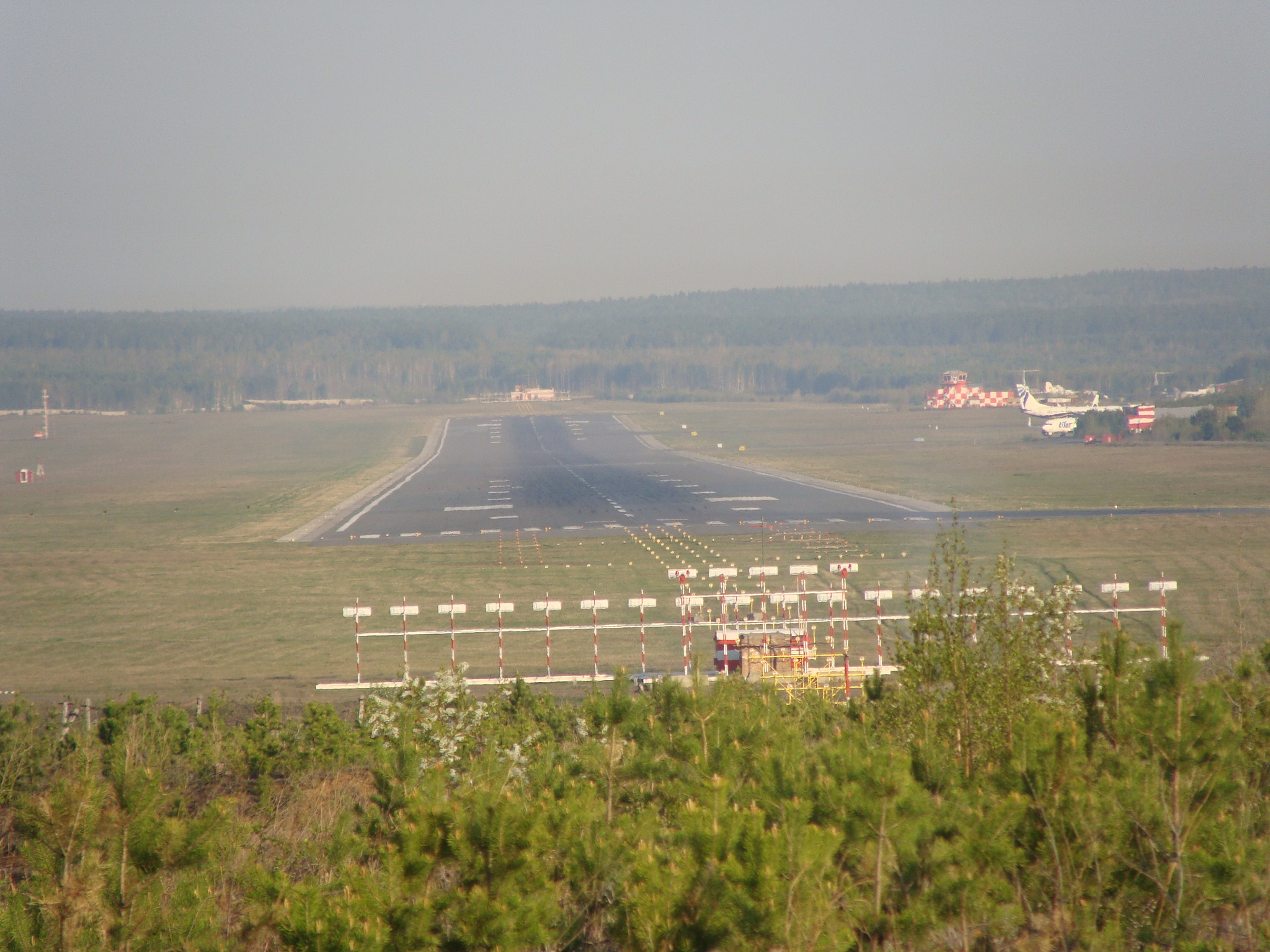
Vue de la piste.

## Situation

### Carte des aéroports russes
| \| 50 km1:1 791 000 \| Koursk Abakan Anapa Pskov Arkhangelsk Astrakhan Barnaoul Belgorod Blagoveshchensk Bratsk Grozny Guelendjik Iakoutsk Iékaterinbourg Ijevsk Ioujno-Sakhalinsk Irkoutsk Kaliningrad Kazan Kemerovo Khabarovsk Khanty-Mansiïsk Krasnodar Krasnoïarsk Magadan Magnitogorsk Makhachkala Mineralnye Vody Mirny Moscou · SVO Moscou · DME Moscou-VKO Mourmansk Narian-Mar Nijnekamsk Nijnevartovsk Nijni Novgorod Noïabrsk Alykel Novokouznetsk Novossibirsk Novy Ourengoï Omsk Orenbourg Oufa Oulan-Oude Oulianovsk Perm Petropavlovsk-Kamtchatski Rostov · sur-le-Don Sabetta Saint-Pétersbourg Salekhard Samara Saratov Simferopol Sotchi Sourgout Stavropol Kyzyl Syktyvkar Tcheliabinsk Tchita Tioumen Tomsk Vladivostok Volgograd Voronej |
| 50 km1:1 791 000 |

## Statistiques
Pour des raisons techniques, il est temporairement impossible d'afficher le graphique qui aurait dû être présenté ici.

Voir la requête brute et les sources sur Wikidata.

## Compagnies aériennes et destinations

### Passagers
| Compagnies           | Destinations |
| -------------------- | --- |
| Aeroflot             | Pékin-Daxing, Igarka , Irkoutsk , Moscou Chérémétiévo, Norilsk-Alykel , Novossibirsk-Tolmatchevo , Omsk , Simféropol , Sotchi-Adler , Tomsk-Bogachevo , Iékaterinbourg-Koltsovo                                                                                                |
| Alrosa               | Krasnodar-Pashkovsky |
| Angara Airlines      | Tchita (Kadala) (en), Irkoutsk, Mirny, Polyarny (en), Talakan (en), Baïkal-Oulan Oude |
| Aurora               | Khabarovsk |
| Avia Traffic Company | Bichkek Manas, Och |
| Azur Air             | En saison Charter : Antalya, Cam Ranh, Pattaya U-tapao, Phuket |
| IrAero               | Ferghana, Irkoutsk, Manzhouli, Novossibirsk-Tolmatchevo En saison : Bakou-H. Aliyev |
| KrasAvia             | Khatanga (en), Mirny, Norilsk-Alykel, Omsk, Talakan (en), Oufa " |
| NordStar             | Baïkit (en), Pékin-Capitale, Igarka, Kemerovo, Khatanga (en), Kyzyl, Moscou-Domodédovo, Norilsk-Alykel, Omsk, , , Shijiazhuang, Sotchi-Adler, Sourgout, Talakan (en), Tomsk-Bogachevo, Toura (en), Touroukhansk (en), Vanavara (en), Iékaterinbourg-Koltsovo En saison : Anapa |
| Nordwind Airlines    | Moscou Chérémétiévo En saison : Bakou-H. Aliyev, Simféropol En saison Charter : Antalya, Krasnodar-Pashkovsky |
| Pegas Fly            | En saison Charter : Monastir, Cam Ranh, Pattaya U-tapao, Phuket |
| Pobeda               | Moscou-Vnoukovo En saison : Sotchi-Adler |
| Red Wings Airlines   | En saison : Sotchi-Adler |
| Rossiya              | Saint-Pétersbourg-Poulkovo |
| RusLine              | Béloïarsk (en), Nadim (en), Novy Ourengoï, Noïabrsk (en), Iékaterinbourg-Koltsovo |
| S7 Airlines          | Pékin-Daxing , Moscou-Domodédovo, Novossibirsk-Tolmatchevo, Vladivostok En saison : Bangkok-Suvarnabhumi |
| SiLA                 | Gorno-Altaïsk (en) |
| Ural Airlines        | Douchanbé, Harbin Taiping, Khodjent, Och, Iékaterinbourg-Koltsovo |
| Utair                | Irkoutsk, Moscou-Vnoukovo, Novossibirsk-Tolmatchevo, Sourgout, Tioumen-Roshchino |
| UVT Aero             | Tcheliabinsk-Balandino, Kazan, Omsk, Rostov-sur-le-Don/Platov |
| Uzbekistan Airways   | Tachkent |
| Yakutia Airlines     | Nerioungri-Tchoulman, Iakoutsk En saison : Anapa |
| Yamal Airlines       | Irkoutsk, Novy Ourengoï, Tioumen-Roshchino En saison Charter : Igarka, Tomsk-Bogachevo |

Édité le 02/02/2020

### Cargo
| Compagnies              | Destinations |
| ----------------------- | --- |
| AirBridgeCargo Airlines | Amsterdam, Hong Kong, Shanghai-Pudong, Moscou-Cheremetievo, Chicago-O'Hare, Zhengzhou                              |
| Lufthansa Cargo         | Delhi, Francfort, Canton, Moscou-Cheremetievo, Osaka-Kansai, Séoul-Incheon, Shanghai-Pudong, Tianjin, Tokyo-Narita |